# Westergeest
Westergeest (en frison : Westergeast, en bas-saxon : Westergaist) est un village de la commune néerlandaise de Noardeast-Fryslân, situé dans la province de Frise.

## Géographie
Le village est situé dans le nord-est de la Frise, entre Dokkum et Kollum.

## Histoire
Westergeest fait partie de la commune de Kollumerland en Nieuwkruisland avant le 1er janvier 2019, où celle-ci est supprimée et fusionnée avec Dongeradeel et Ferwerderadiel pour former la nouvelle commune de Noardeast-Fryslân.

## Démographie
Le 1er janvier 2018, le village comptait 605 habitants.